# Jacqueline Saburido
Jacqueline "Jacqui" Saburido, född 20 december 1978 i Caracas, död 20 april 2019 i Guatemala City, var en venezuelansk-amerikansk aktivist mot rattfylleri. Hon var offer och överlevare från en rattfylleriolycka. Hon visade upp sina skador för att påvisa de potentiella konsekvenser som rattfylleri kan ge.

## Uppväxt
Jacqueline Saburido bodde i Caracas i Venezuela under hela sin barndom. Hon bodde med sin far efter föräldrarnas skilsmässa och började studera ingenjörskonst i hopp om att kunna ta över familjeföretaget. Hon tog 1999 en paus i sina ingenjörsstudier och reste till Texas för att studera engelska.

## Olyckan
Jacqueline Saburido och några vänner var på väg hem efter en födelsedagsfest i närheten av Austin i Texas när olyckan inträffade. Den 17-åriga high school-eleven Reginald Stephey, som tidigare på kvällen druckit öl med sina vänner, svängde rakt in i den bil där Saburido och hennes vänner satt. Två av dem dog omedelbart. Två av dem fick lättare skador. Bilen började brinna, med eldsflammor som slog upp flera meter upp i luften och Saburido satt fast. 
Två sjukvårdare råkade köra förbi och de hade en brandsläckare som de släckte elden med och började flytta alla från fordonet. Saburido satt fortfarande fast när fordonet återigen fattade eld. En brandbil anlände och brandmännen släckte elden och skar loss Saburido som transporterades med helikopter till avdelningen för brännskador i Galveston.

## Saburidos skador
Saburido drabbades av tredje gradens brännskador, som täckte 60 procent av hennes kropp. Hon överlevde, trots att läkarna inte trodde att hon skulle klara sig. Alla hennes fingrar blev tvungna att amputeras, men det fanns nog med ben kvar i hennes vänstra tumme för att läkarna skulle kunna förse henne med en "konstgjord" tumme. Hon förlorade sitt hår, sina öron, sin näsa, sina läppar, sitt vänstra ögonlock och det mesta av sin syn. Hon genomgick över 50 operationer efter olyckan, inklusive en hornhinnetransplantation, som återställde synen på hennes vänstra öga.
Saburido bosatte sig i Kentucky för ha närmare till sina läkare.

## Följder för rattfylleristen
I juni 2001 fälldes Reginald Stephey för rattfylleri och dråp. Han dömdes till två sjuåriga fängelsedomar och fick böta 20 000 amerikanska dollar. Han nekades appellation.

## Media
Saburido lät publicera fotografier av sig efter olyckan för att användas i massmedia (affischer, TV-reklamer och som kedjebrev på Internet) för att illustrera följder som rattfylleri kan ge. Hon är mest känd för en reklam där hon håller ett stort foto på sig själv innan olyckan, som hon sedan sänker för att visa sitt deformerade ansikte och säger: "Det här är jag, efter att ha blivit påkörd av en rattfyllerist."
Saburido var med i Oprah Winfreys show den 17 november 2003. Hon blev också intervjuad i Australian 60 Minutes den 14 mars 2004 och var med i en TV-dokumentär på Discovery Channel beträffande ansiktstransplantationer. Oprah Winfrey kallade Saburido för den person som hon träffat som definierar "inre skönhet".
Berättelsen om Saburido framfördes också i Inside Out av Motivational Productions.

## Död
Jacqueline Saburido avled i Guatemala City den 20 april 2019 till följd av cancer.